# Galina Pavlovna Vishnevskaya
Galina Vishnevskaya (1926–2012) là một ca sĩ opera soprano. Trong nhiều năm bà đã tham gia biểu diễn trên những sân khấu opera nổi tiếng trên thế giới như Nhà hát Bolshoi Moskva, các nhà hát opera Paris và Viên, Carnegie Hall New York. Cuộc đời và sự nghiệp của bà đầy thành công cũng như sóng gió. Trong những năm chiến tranh thế giới thứ hai, bà sống sót sau cuộc bao vây Leningrad. Lúc lên 16 tuổi, cô đã tham gia phục vụ tại một đơn vị phòng không. Với giọng hát bài bản được trời phú, vào cuối chiến tranh Galina Vishnevskaya đã được nhận vào Nhà hát operetta, nơi ngay lập tức bà trở thành một nghệ sĩ solo. Sau đó vài năm, ca sĩ tới công tác tại Nhà hát Bolshoi Moskva. Vishnevskaya là bạn đời trung thành của nghệ sĩ cello nổi tiếng Nga Mstislav Rostropovich, người cùng bà nhiều năm lưu diễn khắp thế giới. Vào thập niên 1970, nghệ sĩ Rostropovich đã phải rời khỏi Liên Xô trước những sách nhiễu của chính quyền do ông dũng cảm hỗ trợ nhà văn bị đàn áp Alexandr Solzhenitsyn. Sau năm 1991, cặp vợ chồng nghệ sĩ lừng danh lại trở về nước Nga mới.